# یوسف حزام
یوسف حزام (انگلیسی: Yousef Hizam؛ زادهٔ ۷ ژوئن ۱۹۹۵) بازیکن فوتبال اهل امارات متحده عربی است.